# Miss Mundo 1984
Miss Mundo 1984 fue la 34.ª edición del certamen de Miss Mundo, cuya final se realizó el 15 de noviembre de 1984 en el Royal Albert Hall, Londres, Reino Unido. La ganadora fue Astrid Carolina Herrera de Venezuela. Fue coronada por Miss Mundo 1983, Sarah-Jane Hutt del Reino Unido.

## Resultados
| Resultados Finales      | Finalistas |
| ----------------------- | --- |
| Miss Mundo 1984         | - Venezuela - Astrid Carolina Herrera |
| 1° Finalista            | - Canadá - Constance Ellen Fitzpatrick |
| 2° Finalista            | - Australia - Lou-Anne Ronchi |
| 3° Finalista            | - Reino Unido - Vivienne Mary Rooke |
| 4° Finalista            | - Estados Unidos - Kelly Lea Anderson |
| 5° Finalista            | - Brasil - Adriana Oliveira |
| 6° Finalista            | - Irlanda - Olivia Tracey |
| Semifinalistas (Top 15) | - Austria - Heidemarie Pilgerstorfer - Colombia - Ángela Patricia Janiot - Finlandia - Anna-Liisa Tilus - Holanda - Nancy Neede - Islandia - Berglind Johansen - Israel - Iris Louk - Kenia - Khadija (Kate) Adam Ismail - Suiza - Silvia Anna Affolter |

### Premiaciones Especiales
- Miss Personalidad:  Panamá - Ana Luisa Seda Reyes
- Miss Fotogénica:  Venezuela - Astrid Carolina Herrera

### Reinas Continentales
- África:  Kenia - Khadija (Kate) Adam Ismail
- América:  Venezuela - Astrid Carolina Herrera
- Asia:  Israel - Iris Louk
- Europa:  Reino Unido - Vivienne Mary Rooke
- Oceanía:  Australia - Lou-Anne Caroline Ronchi

## Candidatas
72 candidatas participaron en el certamen.
| - Alemania - Brigitta Berx - Aruba - Margaret Jane Bislick - Australia - Lou-Ann Caroline Ronchi - Austria - Heidemarie Pilgerstorfer - Bahamas - Yvette Monique Rolle - Barbados - Gale Angela Thomas - Bélgica - Brigitte Maria Antonia Muyshondt - Bermudas - Rhonda Cherylene Wilkinson - Bolivia - Erika Weise - Brasil - Adriana Alves de Oliveira - Canadá - Constance Ellen (Connie) Fitzpatrick - Chile - Maria Soledad García Leinenweber - Chipre - Agathi Demetriou - Colombia - Ángela Patricia Janiot Martirena - Corea - Lee Joo-hee - Costa Rica - Catalina Maria Blum Peña - Curazao - Ivette del Carmen Atacho - Dinamarca - Pia Melchioren - Ecuador - Maria Sol Corral Zambrano - El Salvador - Celina Maria Lopez Parraga - España - Juncal Rivero Fadrique Castilla - Estados Unidos - Kelly Lea Anderson - Filipinas - Aurora Elvira Gayoso Sevilla - Finlandia - Anna-Liisa Tilus - Francia - Martine Robine - Gambia - Mirabelle Carayol - Gibraltar - Karina Suzanne Hollands - Grecia - Vassiliki (Vana) Barba - Guam - Janet Rachelle Clymer - Guatemala - Carla Giovanna Aldana Fontana - Holanda - Nancy Neede - Honduras - Myrtice Elitha Hyde - Hong Kong - Joan Tong Lai-Kau - India - Suchita Kumar - Irlanda - Olivia Marie Tracey - Isla de Man - Jill Armstrong | - Islandia - Berglind Johansen - Islas Caimán - Thora Ann Crighton - Islas Vírgenes Americanas - Sandy Lewis - Israel - Iris Louk - Italia - Federica Silvia Tersch - Jamaica - Jacqueline Q. Crichton - Japón - Ayako Ohsone - Kenia - Khadija (Kate) Ismail Adam - Líbano - Eliane Khoury - Malasia - Christine Teo Pick Yoon - Malta - Graziella Attard Previ - México - Mariana Sofia Urrea Stetner - Nigeria - Cynthia Oronsaye - Noruega - Ingrid Maria Martens - Nueva Zelanda - Barbara Rose McDowell - Panamá - Ana Luisa Seda Reyes - Paraguay - Susana Maria Ivasiuten Haurelechen - Perú - Gloria Cristina Loayza-Guerra - Polonia - Magdalena Jaworska † - Portugal - Maria Leonor Mendes Correia - Puerto Rico - Maria de los Angeles Rosas Silva - Reino Unido - Vivienne Mary Rooke - República Dominicana - Mayelinne Ines de Lara Almanzar - Samoa - Ana Bentley - Singapur - Jenny Li Peng Koh - Sri Lanka - Bhagya Udeshinka Gunasinghe - Suecia - Brigitte Madeleine Gunnarsson - Suiza - Silvia Anna Affolter - Suazilandia - Busie Motsa - Tahití - Hinarii Kilian - Tailandia - Intira Insompoh - Trinidad y Tobago - Ria Judy Joanne Rambardan - Islas Turcas y Caicos - Miriam Coralita Adams - Uruguay - Giselle Barthou Quintes - Venezuela - Astrid Carolina Herrera Irrazabal - Yugoslavia - Dinka Delić |

## Sobre los países en Miss Mundo 1984

### Debut
- Ningún país debutó en esta edición.

### Retiros
- Indonesia
- Turquía

### Regresos
- Compitió por última vez en 1968:
  -  Kenia
- Compitió por última vez en 1979:
  -  Nigeria
- Compitiero por última vez en 1982:
  -  Sri Lanka
  -  Tahití

### Crossovers
Miss Universo
| - 1981: Brasil - Adriana Oliveira (Tercera Finalista) - 1982: Australia - Lou-Ann Ronchi - 1984: Alemania - Brigitta Berx (Top 10) - 1984: Bélgica - Brigitte Antonia Muyshondt - 1984: Bermudas - Rhonda Wilkinson - 1984: Finlandia - Anna Liisa Tilus - 1984: Francia - Martine Robine - 1984: Honduras - Myrtice Elitha Hyde - 1984: Holanda - Nancy Neede (Top 10) | - 1984: Islas Caimán - Thora Anne Crighton - 1984: Noruega - Ingrid Marie Martens - 1985: Gibraltar - Karina Hollands - 1985: Irlanda - Olivia Tracey (Top 10) - 1985: Tahití - Hinarii Kilian - 1985: Islas Turcas y Caicos- Miriam Coralita Adams - 1985: Yugoslavia - Dinka Delić |

Miss Internacional
- 1983:  Australia - Lou-Anne Caroline Ronchi (Top 15)
- 1983:  Italia - Federica Silvia Tersch (Top 15)
- 1984:  Honduras - Myrtice Elitha Hyde

## Otros datos de relevancia
- Magdalena Jaworska de Polonia falleció en 1994 de una descarga eléctrica mientras tomaba un baño.
- Connie Fitzpatrick de Canadá fue presidenta de la Organización Miss Mundo en su país.
- Ángela Patricia Janiot de Colombia es periodista y presentadora de televisión para CNN en Español.
- Olivia Marie Tracey de Irlanda ahora es una famosa actriz de televisión.
- Astrid Carolina Herrera ahora es una famosa actriz de televisión.